# 澳大利亚大学列表
澳大利亚全國一共有44所大學，分布於六州和两領地的各大城市內。主要是以公立大學為主，其中39所為公立大學、5所為私立大學。但是澳洲在2003年開始實施的聯邦教育改革法案，設定了三類高等教育機構（包括大學、國立高等教育學院及私立高等教育學院）；截至2024年，有9所大學的排名進榜QS世界大學排名前100大及7所大學的排名進榜泰晤士高等教育世界大學排名前100大；15所大學的排名位列QS世界大學排名前200大及10所大學的排名位列泰晤士高等教育世界大學排名前200大；另有3所大學獲得商學院三重認證，為全球首屈一指的高等教育國家。今日所有就讀於上述三類機構的本地學生，皆合資格申請學費援助（FEE-HELP）及對附加費和學費的申請保障貸款。以下是澳洲教育部認可的公、私立大学列表：

### 2025年度QS澳洲大學前二十名[1]
- 01　墨爾本大學（全球排名第13位）
- 02　悉尼大學（全球排名第18位）
- 03　新南威爾斯大學（全球排名第19位）
- 04　澳洲國立大學（全球排名第30位）
- 05　蒙納士大學（全球排名第37位）
- 06　昆士蘭大學（全球排名第40位）
- 07　西澳大學（全球排名第77位）
- 08　阿德莱德大學（全球排名第82位）
- 09　雪梨科技大學（全球排名第88位）
- 10　墨爾本皇家理工大學（全球排名第123位）
- 11　麥覺理大學（全球排名第133位）
- 12　臥龍崗大學（全球排名第167位）
- 13　科廷大學（全球排名第174位）
- 14　紐卡索大學（全球排名第179位）
- 15　迪肯大學（全球排名第197位）
- 16　昆士蘭科技大學（全球排名第213位）
- 17　拉籌伯大學（全球排名第217位）
- 18　格里菲斯大學（全球排名第255位）
- 19　斯威本理工大學（全球排名第291位）
- 20　塔斯馬尼亞大學（全球排名第293位）

### 2023年度泰晤士澳洲大學前十名[2]
- 01　墨爾本大學（全球排名第34位）
- 02　蒙納士大學（全球排名第44位）
- 03　昆士蘭大學（全球排名第53位）
- 04　悉尼大學（全球排名第54位）
- 05　澳洲國立大學（全球排名第62位）
- 06　新南威爾斯大學（全球排名第71位）
- 07　阿德莱德大學（全球排名第88位）
- 08　西澳大學（全球排名第131位）
- 09　悉尼科技大學（全球排名第133位）
- 10　麥覺理大學（全球排名第175位）

## 澳洲首都领地 Australian Capital Territory
| 中文校名     | 英文校名                           | 位置   | 網址                        |
| 澳洲國立大學 | The Australian National University | 坎培拉 | 首頁 （页面存档备份，存于） |
| 坎培拉大學   | University of Canberra             | 坎培拉 | 首頁 （页面存档备份，存于） |

## 新南威爾斯州 New South Wales
| 中文校名         | 英文校名                                   | 位置               | 網址                                                                                      |
| 澳洲天主教大學   | Australian Catholic University             | 悉尼               | 首頁 （页面存档备份，存于）                                                               |
| 查爾斯史都華大學 | Charles Sturt University                   | 悉尼               | 首頁 （页面存档备份，存于）                                                               |
| 麥覺理大學       | Macquarie University                       | 北萊德             | 首頁 （页面存档备份，存于）                                                               |
| 新英格蘭大學     | University of New England                  | 阿米代爾           | 首頁                                                                                      |
| 新南威爾斯大學   | University of New South Wales              | 肯辛頓             | 首頁 （页面存档备份，存于）                                                               |
| 紐卡索大學       | University of Newcastle                    | 紐卡索             | 首頁 （页面存档备份，存于）                                                               |
| 南十字星大學     | Southern Cross University                  | 利斯莫尔           | 首頁 （页面存档备份，存于）                                                               |
| 悉尼大學         | University of Sydney                       | 悉尼               | 首頁 （页面存档备份，存于）                                                               |
| 悉尼科技大學     | University of Technology, Sydney           | 悉尼               | 首頁 Archive.today的存檔，存档日期2012-08-05 首頁 Archive.today的存檔，存档日期2012-08-05 |
| 西悉尼大學       | University of Western Sydney               | 悉尼               | 首頁 （页面存档备份，存于）                                                               |
| 臥龍崗大学       | University of Wollongong                   | 伍伦贡             | 首頁 （页面存档备份，存于）                                                               |
| 亞芳代爾大學     | Avondale University（私立）                | 麥覺理湖市、沃倫加 | 首頁 （页面存档备份，存于）                                                               |
| 澳洲神學大學     | Australian University of Theology （私立） | 悉尼               | 首頁                                                                                      |

## 北領地 Northern Territory
| 中文校名         | 英文校名                  | 位置   | 網址                        |
| 查尔斯达尔文大学 | Charles Darwin University | 达尔文 | 首頁 （页面存档备份，存于） |

## 昆士蘭州 Queensland
| 中文校名       | 英文校名                            | 位置     | 網址                        |
| 邦德大學       | Bond University（私立）             | 黃金海岸 | 首頁 （页面存档备份，存于） |
| 中央昆士蘭大學 | Central Queensland University       | 班德堡   | 首頁 （页面存档备份，存于） |
| 格菲斯大學     | Griffith University                 | 布里斯本 | 首頁                        |
| 詹姆士庫克大學 | James Cook University               | 湯斯維   | 首頁 （页面存档备份，存于） |
| 昆士蘭科技大學 | Queensland University of Technology | 布里斯本 | 首頁                        |
| 昆士蘭大學     | University of Queensland            | 布里斯本 | 首頁 （页面存档备份，存于） |
| 陽光海岸大學   | University of the Sunshine Coast    | 陽光海岸 | 首頁 （页面存档备份，存于） |
| 南昆士蘭大學   | University of Southern Queensland   | 圖翁巴   | 首頁 （页面存档备份，存于） |

## 南澳州 South Australia
| 中文校名       | 英文校名                             | 位置     | 網址                        |
| 阿德雷得大學   | University of Adelaide               | 阿德雷得 | 首頁 （页面存档备份，存于） |
| 南澳大學       | University of South Australia        | 阿德雷得 | 首頁 （页面存档备份，存于） |
| 弗林德斯大學   | Flinders University                  | 阿德雷得 | 首頁 （页面存档备份，存于） |
| 澳洲托伦斯大学 | Torrens University Australia（私立） | 阿德雷得 | 首頁 （页面存档备份，存于） |

## 塔斯馬尼亞州 Tasmania
| 中文校名       | 英文校名               | 位置             | 網址                        |
| 塔斯馬尼亞大学 | University of Tasmania | 霍巴特和朗瑟士敦 | 首頁 （页面存档备份，存于） |

## 維多利亞州 Victoria
| 中文校名           | 英文校名                           | 位置     | 網址                        |
| 墨爾本大學         | University of Melbourne            | 墨爾本   | 首頁 （页面存档备份，存于） |
| 蒙納許大學         | Monash University                  | 墨爾本   | 首頁 （页面存档备份，存于） |
| 墨爾本皇家理工大學 | RMIT University                    | 墨爾本   | 首頁 （页面存档备份，存于） |
| 斯威本理工大學     | Swinburne University of Technology | 墨爾本   | 首頁 （页面存档备份，存于） |
| 乐卓博大学         | La Trobe University                | 墨尔本   | 首頁 （页面存档备份，存于） |
| 迪肯大學           | Deakin University                  | 墨尔本   | 首頁 （页面存档备份，存于） |
| 維多利亞大學       | Victoria University                | 墨爾本   | 首頁 （页面存档备份，存于） |
| 澳大利亞聯邦大學   | Federation University Australia    | 巴拉瑞特 | 首頁 （页面存档备份，存于） |
| 神學大學           | University of Divinity（私立）     | 墨爾本   | 首頁 （页面存档备份，存于） |

## 西澳州 Western Australia
| 中文校名       | 英文校名                                   | 位置         | 網址                        |
| 科廷大学       | Curtin University                          | 伯斯         | 首頁 （页面存档备份，存于） |
| 伊迪斯科文大学 | Edith Cowan University                     | 伯斯和班伯利 | 首頁 （页面存档备份，存于） |
| 梅铎大学       | Murdoch University                         | 伯斯         | 首頁 （页面存档备份，存于） |
| 西澳大学       | University of Western Australia            | 伯斯和奧班尼 | 首頁 （页面存档备份，存于） |
| 澳洲聖母大學   | University of Notre Dame Australia（私立） | 費利曼圖     | 首頁 （页面存档备份，存于） |

## 校區分散的宗教大學
- 澳洲天主教大學（ACU）共有八個小型校區分散於澳洲境內各城市，分別位於：新南威爾斯州（4個）、維多利亞州（2個）、昆士蘭州（1個）、澳洲首都特區（1個）。

## 常見翻譯錯誤
澳洲僅有一所國立大學，即是由澳洲聯邦政府立法成立的澳洲國立大學（Australian National University），其餘三十多所公立大學皆由各地州政府立法設立；少數一至兩所私立大學。然而，臺灣媒體經常分辨不清國立大學與公立大學的區隔，導致常有錯譯翻譯的烏龍產生。例如將公立的雪梨大學（University of Sydney）錯翻為「國立」雪梨大學。

## 外部連結
- Australian-Universities.com - Australian university rankings （页面存档备份，存于）
- Australian tertiary education
- Human reviewed directory of Australian Universities and Colleges ranked by web popularity （页面存档备份，存于）